# Station Wates
Wates is een spoorwegstation in Wates in de speciale stadregio Yogyakarta.

## Bestemmingen
- Malabar naar Station Malang en Station Bandung
- Lodaya naar Station Solo Balapan en Station Bandung
- Senja Utama Yogya naar Station Yogyakarta en Station Pasar Senen
- Fajar Utama Yogya naar Station Yogyakarta en Station Pasar Senen
- Prambanan Ekspres naar Station Kutoarjo en Station Palur
- Progo naar Station Lempuyangan en Station Pasar Senen
- Kahuripan naar Station Kediri en Station Padalarang
- Pasundan naar Station Surabaya Gubeng en Station Kiaracondong
- Senja Bengawan naar Station Solo Jebres
- Logawa naar Station Cilacap, Station Purwokerto, en Station Jember
- Kereta api Gaya Baru Malam Selatan naar Station Pasar Senen